# Per Erik Hedman
Per Erik Hedman (Bjurholm, Suecia, 1959) es un escritor sueco de cómics de Disney. Se mudó a Dinamarca en 1982.